# 科普利撞擊坑
科普利撞擊坑（英語：Copley）是一個水星上的撞擊坑，直徑34公里。該撞擊坑於1976年由國際天文聯會以美國畫家约翰·辛格顿·科普利命名。